# Родничковский район
Родничковский райо́н — упразднённая административно-территориальная единица в Саратовской области, существовавшая в 1935—1959 годах. Административный центр — с. Родничок.

## История
Район образован 18 января 1935 года в составе Саратовского края (с 1936 года — в Саратовской области). 
С 6 января 1954 года по 19 ноября 1957 года район входил в состав Балашовской области.
10 июня 1959 года район был упразднён, его территория вошла в состав Балашовского района.

## Административное деление
В 1940 году в состав района входило 12 сельских советов:
| - Данилкинский, - Дубовский, - Дуплятский, - Почтовый, - Рассказанский, - Родничковский, | - Свинухинский, - Сербино-Веденяпинский, - Старо-Михайловский, - Старо-Хоперский, - Сухо-Еланский, - Терновский, |